# Хэ Вэйдун
Хэ Вэйдун (кит. 何卫东; род. май 1957, Дунтай, провинция Цзянсу) — генерал-полковник Народно-освободительной армии Китая, занимавший пост заместителя председателя Центрального военного совета КНР. Член Политбюро Коммунистической партии Китая с 2022 по 2025 годы (20-й созыв).
С 2019 по 2022 год занимал должность командующего Восточным военным округом.

## Биография

### Ранние годы
Родился в мае 1957 года в городе Сюхэ (уезд Дунтай, провинция Цзянсу).
В декабре 1972 года после окончания средней школы поступил на службу в Народно-освободительную армию Китая (НОАК).
В 1981 году окончил Нанкинский армейский командный колледж НОАК.
В 2001 году поступил в Оборонный научно-технический университет НОАК.

### Военная карьера
В июле 2013 года назначен командующим военным округом Цзянсу, в марте следующего года — командующим Шанхайским гарнизоном. В феврале 2015 года сменил генерала Чжу Шэнлина на посту члена Постоянного комитета Шанхайского комитета КПК. В июле 2016 года назначен на должность заместителя командующего Западным военным округом — командующим Сухопутными войсками Западного округа. В сентябре 2019 года Хэ Вэйдун назначен командующим Восточным военным округом, сменив в этой должности генерал-полковника Лю Юэцзюня.
В октябре 2022 года избран членом Политбюро ЦК КПК 20-го созыва и вторым заместителем председателя Центрального военного совета КПК. В марте 2023 года он также стал заместителем председателя Центрального военного совета КНР.
В январе 2024 года на ежегодном собрании дисциплинарных инспекторов НОАК он заявил, что военные должны «придерживаться строгого тона, применять более строгие стандарты для проверки ключевых вопросов и проявить решимость разобраться в застарелых проблемах [коррупции]». Он также призвал Комиссию по проверке дисциплины ЦВС сохранять лояльность и поддержку генеральному секретарю КПК Си Цзиньпину. В марте, во время обсуждения с делегацией НОАК, он призвал к пресечению «поддельных боевых возможностей».

### Отставка
В апреле 2025 года Financial Times сообщила, что Хэ был арестован, подвергнут антикоррупционному расследованию и снят с должности заместителя председателя Центрального военного совета. На похоронах бывшего заместителя председателя Центрального военного совета Сюй Циляна 7 июня 2025 года венок от Хэ не присутствовал, что косвенно подтвердило снятие с должности.

### Комментарии
1. ↑  Партийная комиссия: 23 октября 2022 – 27 марта 2025
Государственная комиссия: 11 марта 2023 – 27 марта 2025